# تاکویا وادا
تاکویا وادا (انگلیسی: Takuya Wada؛ زادهٔ ۲۸ ژوئیهٔ ۱۹۹۰) بازیکن فوتبال اهل ژاپن است.
از باشگاه‌هایی که در آن بازی کرده‌است می‌توان به باشگاه فوتبال توکیو وردی اشاره کرد.